# Luciano Doria (ammiraglio)
Luciano Doria (Genova, prima metà del XIV secolo – Pola, maggio 1379) è stato un ammiraglio italiano.

## Biografia
Di lui si hanno scarsissime notizie. Membro della famiglia Doria (alcuni genealogisti lo ritengono figlio di Ugolino), probabilmente iniziò la carriera marittima al comando di una piccola flotta commerciale. Sappiamo infatti che nel 1374 la nave "San Giovanni", di sua proprietà, era stata inviata in Sicilia dalla repubblica di Genova per acquistare un quantitativo di grano.
Nell'estate del 1378, allo scoppio della guerra di Chioggia, venne messo a capo di una flotta di diciassette galee con il compito di attaccare la repubblica di Venezia. Non sono chiari i motivi di questa scelta, ma è certo che il Doria fosse ormai un esperto di cose marinare e militari.
Le navi partirono da Genova il 25 agosto, riuscendo a evitare l'ammiraglio nemico Vettor Pisani che era stato incaricato di intercettarle. Dopo essergli nuovamente sfuggito al largo del Salento, il Doria puntò su Zara, controllata dall'alleato Luigi I d'Ungheria, e qui si unì alla flotta di Pietro Picone. Forte di trenta galee, fece rotta su Traù.
Il Pisani, dal canto suo, continuava l'inseguimento ma senza successo. Occupata Sebenico, dapprima tentò di bloccare i rifornimenti nemici, quindi tenne sotto tiro Zara nell'attesa che il Doria si decidesse allo scontro diretto. Finalmente, nel maggio del 1379 (il 5 o il 6, le cronache sono discordanti) la flotta genovese si scontrò con i Veneziani al largo di Pola; il Pisani ebbe la peggio: convinto della sua superiorità, venne sorpreso dalla retroguardia avversaria. Dopo lo scontro, i Genovesi poterono tornare a Zara con duemila prigionieri.
Lo stesso Doria, tuttavia, morì durante la battaglia; perché la notizia non giungesse ai marinai impegnati nel combattimento, un luogotenente indossò i suoi abiti facendolo credere ancora in vita. Al comando gli successe provvisoriamente il fratello Ambrogio, sostituito poco dopo da un altro parente, Pietro Doria.
Il suo corpo fu portato a Genova nel 1381 da Gaspare Spinola e tumulato nella scomparsa chiesa di San Domenico. Ebbe due figli, Luciano e Gerolamo, avuti - secondo alcuni - da Valentina Centurione.
Aneddoti di dubbia autenticità lo ricordano come una persona umana e magnanima e per questo assai stimata dai suoi marinai: in un'occasione, essendoci scarsezza di vettovaglie, distribuì la propria argenteria ai soldati; in un'altra, impietosito da un rematore stremato dalla fame, gli donò la fibbia d'oro e d'argento della sua cintura. Questa tendenza alla generosità potrebbe essere confermata dal fatto che, dopo la sua morte, i figli si trovarono in gravi difficoltà economiche, tanto da ricevere dei sussidi governativi.